# Condition Coverage
Condition Coverage (CC) is een softwaretesttechniek waarbij met relatief weinig moeite getest wordt.

## Definitie volgens TMap
Volgens TMap (Test Management Approach) garandeert CC dat elke mogelijke uitkomst van elke CONDITIE minimaal één keer is getest.

## Uitwerking
Voorbeeld: Een medewerker kan worden aangenomen als deze of "de juiste opleiding" heeft of "sympathiek" is. 
In formule wordt dat: R = A OF B.
| Juiste opleiding (A) | Sympathiek (B) | Uitkomst (R)   |
| -------------------- | -------------- | -------------- |
| 1 (ja)               | 0 (nee)        | 1 (aangenomen) |
| 0 (nee)              | 1 (ja)         | 1 (aangenomen) |

Andere combinaties zijn uiteraard mogelijk. Bovenstaand voorbeeld geeft aan dat het resultaat "afgewezen" niet wordt afgetest, terwijl wel elke mogelijke uitkomst van elke conditie is gekozen. Dit maakt van Condition Coverage, net als Decision Coverage, een zwakke dekkingsvorm. 